# Bancells (Vilanova de Sau)
Bancells és un monument del municipi de Vilanova de Sau (Osona) inclòs en l'Inventari del Patrimoni Arquitectònic Català.

## Descripció
Edifici civil.
Masia de planta rectangular coberta a dues vessants. La façana es troba a ponent i és paral·lela al carener. Té un portal dovellat i al damunt un balconet. La vessant de tramuntana és més prolongada que la de la façana. A aquest últim cos s'hi annexiona un cos de galeries de planta rectangular, la planta baixa és destinada al bestiar i al primer i segon s'obren galeries orientades a sud-oest.
El cos de la casa, junt amb el porxo i el mur, tanquen la lliça. A la part de migdia hi ha un altre portal que coincideix a nivell del primer pis. El portal és rectangular i al damunt hi ha un sobre arc. Està envoltada per immensos prats destinats a pastura. L'estat de conservació és mitjà.

## Història
La història del mas va lligada a la de Sant Andreu de Bancells, parròquia que potser li dona nom.
El mas fou reformat i ampliat al segle xviii (1723-1798). Es troba registrat al fogatge de 1553 de la parròquia i terme de Sant Andreu de Bancells. Habitava el mas Antoni Bancells.